# انو (کارولینای شمالی)
انو (به انگلیسی: Eno) یک منطقهٔ مسکونی در ایالات متحده آمریکا است که در شهرستان اورنج، کارولینای شمالی واقع شده‌است. انو ۱۴۱٫۱۲ متر بالاتر از سطح دریا واقع شده‌است.